# Boarmia cymatias
Boarmia cymatias là một loài bướm đêm trong họ Geometridae.